# 尼古拉·布尔加宁
尼古拉·亚历山德罗维奇·布尔加宁，（俄語：Николай Александрович Булганин，1895年6月11日—1975年2月24日）苏联政治家、国务活动家。曾任俄罗斯苏维埃联邦社会主义共和国人民委员会主席、苏联国防部长、苏联部长会议主席第一副主席、主席（名义上的政府首脑，1955年2月8日-1958年3月27日）等职务。

## 生平
- 1895年5月30日（格里历：6月11日）生于下诺夫哥罗德的一个职员家庭。
- 1915年中学肄业。随后在城市里做文员。1917年中学毕业，同年3月加入俄国社会民主工党（布）。
- 1917年-1918年，下诺夫哥罗德省拉斯佳宾斯基炸药厂安全员。
- 1918年-1919年，莫斯科-下诺夫哥罗德铁路契卡副主席。
- 1919年-1921年，突厥斯坦前线契卡特别运输业务部负责人。
- 1921年-1922年，突厥斯坦军区契卡运输部门负责人。
- 1922年，苏俄红军交通情报处副处长。
- 1922年-1927年，中央区电工信托基金主席助理，苏联国民经济委员会电工信托主席。
- 1927年-1931年2月，莫斯科发电厂厂长，兼任莫斯科市副市长。
- 1931年2月-1937年11月，莫斯科市市长。
- 1937年7月-1938年9月，俄罗斯苏维埃联邦社会主义共和国部长会议主席。
- 1938年9月-1944年5月，苏联人民委员会副主席。期间，1938年9月-1940年4月兼任苏联国家银行行长。1940年4月-1941年3月兼任苏联人民委员会冶金和化学经济委员会主席。1940年5月-1941年3月兼任苏联经济人民委员会副主席。1940年8月-1941年9月兼任苏联国防委员会委员。
- 1940年10月-1945年5月，苏联国家银行行长。
- 在第二次世界大战中，布尔加宁活跃于苏联政府和军界，但从未担任过前线指挥官。蘇德戰爭开始后，布尔加宁从1941年开始先后担任：

1941年3月-7月，苏联人民委员会武器弹药委员会主席。

1941年5月-7月，苏联人民委员会主席团当前问题委员会委员。

1941年7月-1943年12月，西方面军军事委员会委员。1941年7月-9月兼任西线最高司令部军事委员会委员。

1943年12月-1944年4月，波罗的海沿岸第2方面军军事委员会委员，中将军衔。

1944年5月-8月，白俄罗斯第1方面军的军事委员会委员，上将军衔。

1944年10月-1947年3月，苏联国防副人民委员、人民委员；苏联武装力量部部长。
- 1945年9月-1946年3月，苏联人民委员会执行局成员，负责国防、农业、贸易等工作。
- 1947年3月-1950年4月，苏联部长会议副主席。期间，1947年3月-1949年3月再次担任苏联武装力量部部长，并被晋升为元帅。
- 1950年4月-1955年2月，苏联部长会议第一副主席。期间，1953年3月短暂担任苏联战争部长。1953年3月-1958年3月，苏联国防部长。
- 1955年2月-1958年3月，苏联部长会议主席。期间参与“反党集团”试图推翻赫鲁晓夫。
- 1958年3月-8月，苏联国家银行行长。
- 布尔加宁长期是赫鲁晓夫的政治盟友，但到1958年，由于怀疑赫鲁晓夫的自由化政策，他被强迫引退。元帅军衔也被降为上将。1958年8月-1960年2月，斯塔夫罗波尔州国民经济委员会主席。
- 1960年2月起退休。
- 1975年2月24日于莫斯科逝世，享年79岁。[2]葬于莫斯科新圣女公墓[3]。

布尔加宁是联共（布）17-18大，苏共20大代表；第18届中央政治局候补委员、中央政治局委员，第19-20届中央主席团成员；第17-20届中央委员；第1-5届苏联最高苏维埃民族院代表；第1-4届俄罗斯苏维埃联邦社会主义共和国最高苏维埃代表；第2-3届乌克兰苏维埃社会主义共和国最高苏维埃代表；第4届哈萨克苏维埃社会主义共和国最高苏维埃代表。

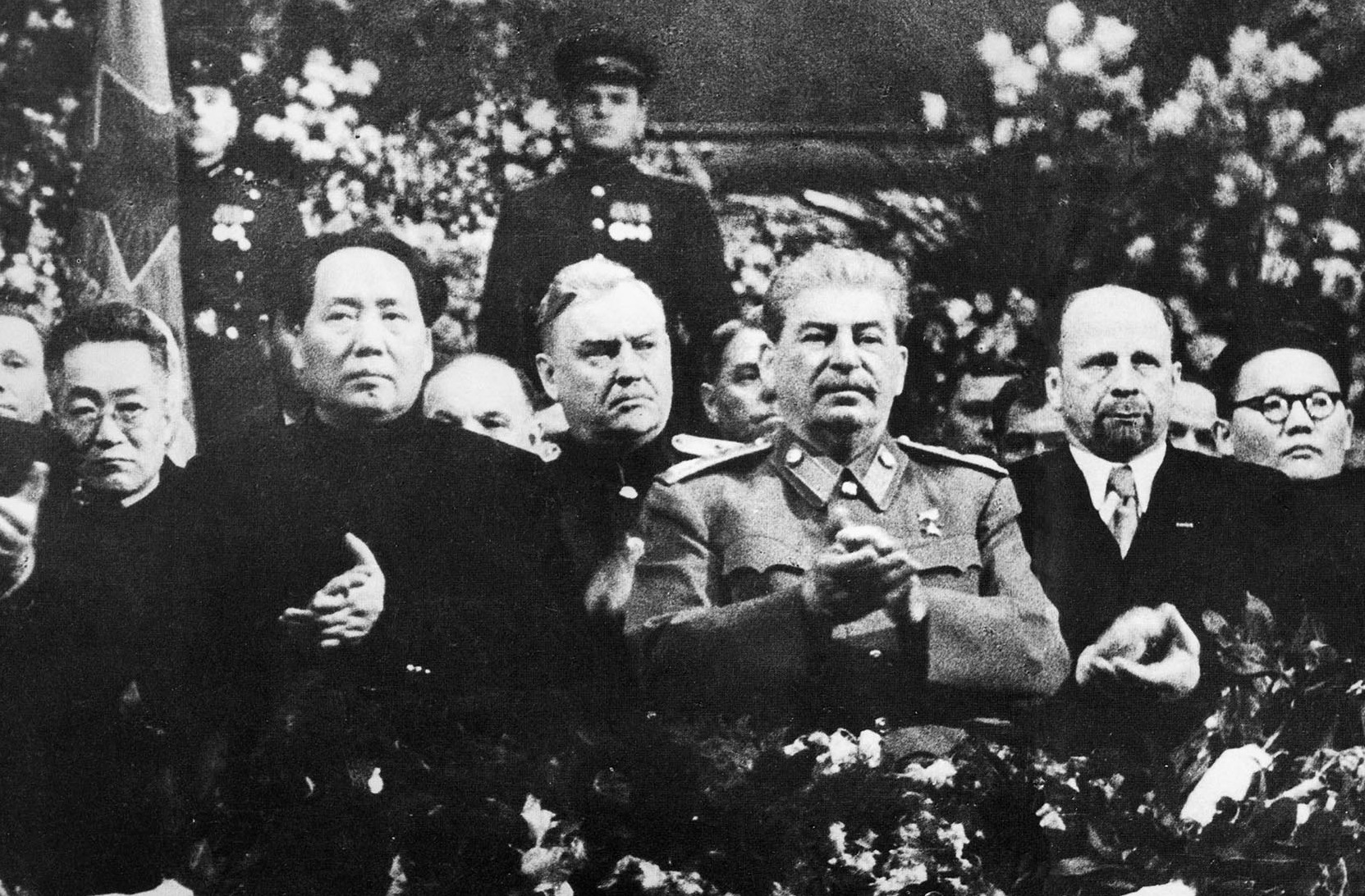
1949年12月蘇共總書記斯大林71歲生日，出席生日慶典的有蘇聯元帥布爾加寧（左三）、中共中央主席毛澤東（左二）、德國統一社會黨第一書記烏布利希（左五）、蒙古人民革命党总书记泽登巴尔（最右）、最左者师哲（毛泽东翻译）

## 荣誉
- 社会主义劳动英雄称号（1955）
- 两次列宁勋章（1931,1955）
- 红旗勋章（1943）
- 一级苏沃洛夫勋章（1945）
- 二级苏沃洛夫勋章（1943）
- 两次一级库图佐夫勋章（1943,1944）
- 两次红星勋章（1935,1953）
- 纪念列宁诞辰一百周年奖章
- 一级卫国战争游击队员奖章
- 保卫莫斯科奖章
- 1941-1945年伟大卫国战争战胜德国奖章
- 战胜日本奖章
- 1941-1945年伟大卫国战争胜利二十周年奖章
- 苏维埃陆军海军三十周年奖章
- 苏联武装力量四十周年奖章
- 苏联武装力量五十周年奖章
- 莫斯科建城八百周年奖章
- 波兰军事勋章
- 波兰一级格伦瓦尔德十字勋章
- 蒙古人民共和国红旗勋章[4]